# Parc national de Kudremukh
Le parc national de Kudremukh (Kudremukh National Park en anglais et ಕುದುರೆಮುಖ ರಾಷ್ಟ್ರೀಯ ಉದ್ಯಾನ en kannada) est situé dans l'État du Karnataka en Inde. On y trouve notamment des ours lippus (Melursus ursinus).
L'importance de cette aire protégée classé au patrimoine mondial sous le site Ghâts Occidentaux repose sur ses imposantes prairies alpines et les bois de hautes altitudes qui les entourent. Le lieu est une destination de trekking majeure au Karnataka, accueillant chaque année de nombreux visiteurs.
Depuis plus d'une trentaine d'années, la région est menacée par les dégradations environnementales faites par l'exploitation du minerai de fer. Une importante mine était en exploitation dans une vallée localisée en contrebas du parc, jusqu'en 2005 où toute activité a cessé pour une brève période de sept ans. En 2012, année où le parc national venait d'être classé au patrimoine mondial, la réouverture de la mine créée un bras de fer important entre l'état du Karnataka, le gouvernement central et les mouvements environnementalistes.
Mais c'est surtout la pression démographique humaine, de plus en plus importante de la population qui menace le parc, et des élus ne cachent pas la volonté de construire de nouvelles villes et villages, avec surtout, des logements.